# Акбастауский сельский округ (Жамбылская область)
Акбаста́уский се́льский окру́г (каз. Ақбастау ауылдық округі) — административная единица в составе Жамбылского района Жамбылской области Казахстана.
Административный центр — село Бирлесу-Енбек.

## История
В 1989 году нынешние населённые пункты сельского округа (Бирлесу-Енбек, Шокай) входили в состав Ассинского сельсовета, куда помимо них входили ещё 3 села — Аса, Ильич, Рахат.
В периоде 1991—1998 годов:
- сёла Бирлесу-Енбек и Октябрь-Женис образовали отдельное административно-территориальное образование — Акбастауский сельский округ, с административным центром в селе Бирлесу-Енбек;
- село Октябрь-Женис было переименовано в село Шока́й.

## Население
| Численность населения | Численность населения | Численность населения |
| 1989                  | 1999                  | 2009                  |
| --------------------- | --------------------- | --------------------- |
| 2105                  | ↘1910                 | ↘1864                 |

## Состав
| № | Населённый пункт | Тип населённого пункта       | Население, 1989 | Население, 1999 | Население, 2009 |
| - | ---------------- | ---------------------------- | --------------- | --------------- | --------------- |
| 1 | Бирлесу-Енбек    | село, административный центр | 1 386           | ↘1 198          | ↗1 219          |
| 2 | Шокай            | село                         | 719             | ↘712            | ↘645            |